# Fontiers-Cabardès
Fontiers-Cabardès  (okzitanisch Fontiès Cabardés) ist eine französische Gemeinde mit 467 Einwohnern (Stand 1. Januar 2022) im Département Aude in der Region Okzitanien. Sie gehört zum Arrondissement Carcassonne und zum Kanton La Malepère à la Montagne Noire.

## Nachbargemeinden
Nachbargemeinden von Fontiers-Cabardès sind Caudebronde im Osten, Les Martys im Südwesten und Laprade im Nordwesten.

## Bevölkerungsentwicklung
| Jahr      | 1962 | 1968 | 1975 | 1982 | 1990 | 1999 | 2013 |
| Einwohner | 305  | 205  | 245  | 307  | 306  | 324  | 444  |

## Sehenswürdigkeiten
- Kirche Saint-Clément (Monument historique)
- Tour de l’Horloge (16. Jahrhundert)